# Catedral de San José (Ituiutaba)
La Catedral de San José o simplemente Catedral de Ituiutaba (en portugués: Catedral São José) Es una iglesia católica situada en Ituiutaba, en el estado de Minas Gerais en Brasil. Consagrada a San José, es la sede episcopal de la diócesis de Ituiutaba.
En 1832 el padre Antonio Dias Gouveia fundó una capilla alrededor de la cual surgió la ciudad de Sao José do Tijuco, que dio lugar a Ituiutaba. La Localidad São José do Tijuco se creó en 1839, pero la creación de la parroquia solo se produjo el 7 de noviembre de 1866, mediante la Ley Provincial 472. En lugar de la capilla se erigió una nueva sede, terminada en 1862.
En noviembre de 1938, la iglesia de San José fue destruida por un incendio en el que se perdieron los muebles, el Tabernáculo, vestimentas e imágenes. Las ruinas que quedaron del fuego fueron demolidas en 1939, cuando se colocó la primera piedra del actual templo el 19 de marzo. La construcción fue terminada en 1959. Desde la creación de la Diócesis de Ituiutaba  el 16 de octubre de 1982, la parroquia obtuvo la condición de catedral.